# Mettlach
Mettlach är en kommun och ort i Landkreis Merzig-Wadern i förbundslandet Saarland i Tyskland.
De tidigare kommunerna Bethingen, Dreisbach, Faha, Mettlach, Nohn, Orscholz, Saarhölzbach, Tünsdorf, Wehingen und Weiten gick samman i den nya kommunen Mettlach 1 januari 1974.